# Paul Rouaix
 (janvier 2022).
Paul Rouaix (né Paul Théodose Marc Rouaix le 11 septembre 1850 à Saint-Girons en Ariège et décédé le 4 octobre 1937 à Levallois-Perret) était un historien de l'art, romancier et lexicographe français.

## Biographie
Paul Rouaix était romancier, historien de d'art, grammairien et lexicographe. Il était professeur au lycée Henri-IV.
Paul Rouaix a notamment repris et modifié le Dictionnaire analogique de la langue française développé par Prudence Boissière. Il le publie en 1898. Dès sa publication, ce dictionnaire est très largement copié en France, en Espagne et aux États-Unis.

## Œuvres
Roman
- L'Agent XIII, 126, Paris, Bourloton, 1889, 297 p.

Histoire de l'art
- Dictionnaire des arts décoratifs : à l'usage des artisans, des artistes, des amateurs et des écoles, Paris, A la librairie illustrée, 1885, republié en 1900 et 1925.lire en ligne sur Gallica
- Les styles : 700 gravures classées par époques, Paris, J. Rouam, 1886, 335 p.
- Histoire des Beaux-Arts : en trente chapitres, Paris, H. Laurens, 1901, republié en 1906, 1911 et 1913.

Lexicographie et grammaire
- Dictionnaire-manuel-illustré des idées suggérées par les mots : contenant tous les mots de la langue française groupés d'après le sens, Paris, A. Colin et Cie, 1898, 537 p., republié en 1910, 1918, 1936, 1950. Il est réédité en 1971, 1974, 1977, 1979 et 2023 (Livre de poche) sous le titre Trouver le mot juste.
- Grammaire élémentaire : Théorie et exercices, Toulouse, Privat, 1911
- Grammaire française préparatoire : Théorie et exercices, Toulouse, Privat, 1912. Republié en 1921, 1922 et 1931.